# Robert Henrik Rehbinder
Robert Henrik Rehbinder (né le 15 juillet 1777 à Paimio– mort le 8 mars 1841 à Saint-Pétersbourg) est un homme politique du  Grand-Duché de Finlande.

## Biographie
De 1811 à 1841,  il est Ministre-Secrétaire d'État  du grand-duché de Finlande .
Les rues Pieni et Iso Roobertinkatu à Helsinki sont nommées en sa mémoire.